# Eudryoctenes spinipennis
Eudryoctenes spinipennis là một loài bọ cánh cứng trong họ Cerambycidae.